# (17139) Malyshev
(17139) Malyshev (1999 JS86) – planetoida z pasa głównego asteroid okrążająca Słońce w ciągu 3,65 lat w średniej odległości 2,37 j.a. Odkryta 12 maja 1999 roku.